# Brie-sous-Archiac
Brie-sous-Archiac – miejscowość i gmina we Francji, w regionie Nowa Akwitania, w departamencie Charente-Maritime.
Według danych na rok 1990 gminę zamieszkiwało 275 osób, a gęstość zaludnienia wynosiła 37 osób/km² (wśród 1467 gmin regionu Poitou-Charentes Brie-sous-Archiac plasuje się na 735. miejscu pod względem liczby ludności, natomiast pod względem powierzchni na miejscu 971.).